# 大槻瞳
大槻 瞳（おおつき ひとみ、1992年5月5日 - ）は、長野朝日放送のアナウンサー。元モデル、元タレント。
慶應義塾大学経済学部経済学科卒業、慶應義塾ニューヨーク学院高等部卒業。

## 略歴・人物

### 生い立ち
ドイツで生まれ、東京・神奈川・北海道の他に、ウクライナ・アメリカ合衆国で過ごした帰国子女。
慶應義塾ニューヨーク学院高等部を卒業し、慶應義塾大学経済学部経済学科へ入学。大学では応用経済学を学ぶ。大学卒業後、2017年1月長野朝日放送に入社。

### モデル・タレントとして
学生時代、2014年1月26日、美のパイオニア・オスカープロモーション、声の老舗・青二プロダクション、博報堂が共同で開催した“容姿”と“声”の2つの要素に“美しさ”を兼ね備えた女優・声優を発掘する第1回全日本美声女コンテストに応募総数14,434名の中から選ばれた12名のファイナリストの1人として出場。オスカープロモーションに所属しモデル、タレントとして活動した。
また当コンテストのドキュメンタリーがJ:COMにて放送されたが、東京都出身と誤記されている。
同年4月、第1回全日本美声女コンテストのファイナリストの中から選ばれた8人（辻美優、花房里枝、希水しお、吉村那奈美、入江麻衣子、美波わかな、奥谷楓、大槻瞳）で組まれたユニットハニーチェガールズとして活動。
2016年、サッカーチーム・湘南ベルマーレのベルマーレクイーンとして活動した。
2017年、アナウンサーになるべくオスカープロモーションを退社。
2017年1月、abn長野朝日放送に入社。

### 交友関係
タレントの紗栄子と交友がある。
事務所のレッスン同期に尾中琴美、入江麻衣子、沖津海友、白鳥羽純などがいる。

### 趣味・特技
趣味はダンス、お菓子づくり、映画・ドラマ鑑賞・歌舞伎鑑賞・サッカー。
好きな映画は『プラダを着た悪魔』、『ニューイヤーズ・イブ』、『イン・ハー・シューズ』、『ルーム』など。

## 同期の著名なコンテスト出場者
| 名前       | 賞                       | 備考              | -    |
| ---------- | ------------------------ | ----------------- | ---- |
| 辻美優     | グランプリ               | アイドル（elfin） | No12 |
| 花房里枝   | 準グランプリ             | アイドル（elfin） | No11 |
| 希水しお   | 準グランプリ             | アイドル（elfin） | No5  |
| 入江麻衣子 | ブルーオスカーニコニコ賞 | 声優、ピアニスト  | No8  |
| 吉村那奈美 | マルチメディア賞         | 声優              | No6  |
| 美波わかな | ファイナリスト           | 声優              | No9  |
| 奥谷楓     | ファイナリスト           | 声優              | No10 |
| 大槻瞳     | ファイナリスト           | アナウンサー      | No4  |
| 山本杏奈   | ファイナリスト           | アイドル（=LOVE） | No7  |
| 佐藤実季   | ファイナリスト           | 声優              | No3  |

## 現在の担当番組
- いいね!信州スゴヂカラ
- abnニュース&天気予報
- abnステーション（キャスター／月 - 木曜、2023年4月3日 - ）

## 過去の出演番組
- 駅前テレビ（2017年4月1日 - 2021年3月27日）
- 駅テレマルシェ（2021年4月3日 - 2023年3月25日）

## タレント・モデルとしての出演

### テレビ番組
- 釣り百景（BS-TBS、#124 2015年）

### 舞台
- 演劇やろう会第7回公演『生きている』（2016年5月3日- 4日、那覇市ぶんかテンブス館）- 由香 役

### 雑誌
- 『光文社 』（女性自身 VOL.1 - VOL.3）2014年5月13日 - 2014年6月10日 美容シャンプーハニーチェコラム
- 『KADOKAWA 』（文化放送ナースナビ VOL.1 - VOL.5）2014年10月号 - 12月号表紙

### CM
- 『博報堂』（エス・エム・エス）[7]
  - ハニーチェガールズJR編 シティリビング JR女性専用車両トレインチャンネル 2014年4月9日 -  4月22日
  - ハニーチェガールズWEB編 LIB JAPAN 3月21日 -  4月21日

### その他
- オスカープロモーション2015年版カタログ[8]

### 広報大使
- LIB JAPAN Honeyce'Girls（2014年）
- 2016年度ベルマーレクイーン

### ドキュメンタリー
- 全日本美声女コンテスト密着ドキュメンタリー（2014年、J:COM）